# 普兴施图本
普兴施图本是奥地利下奥地利州沙伊布斯县的一个市镇。总面积41.26平方公里，总人口334人，人口密度8.1人/平方公里（2005年）。